# Silvana Botti
Silvana Botti (* 1974) ist Professorin für Physik an der Ruhr-Universität Bochum. Davor war sie von 2014 bis 2023 ordentliche Professorin für Physik an der Universität Jena. Sie war damit die erste Lehrstuhlinhaberin an der Physikalisch-Astronomischen Fakultät der Universität Jena. Sie ist Expertin für die Entwicklung von First-Principles-Methoden für die Berechnung von elektronischen Anregungen und von Methoden in der theoretischen Spektroskopie.

## Ausbildung und Berufsleben
Sie promovierte 2002 an der Universität Pavia. Nach ihrer Promotion war sie Marie-Curie-Stipendiatin an der Universität Paris-Saclay. 2004 wurde sie dort auch zur CNRS-Forschungswissenschaftlerin ernannt. 2008 wechselte sie an die Universität Lyon, wo sie sich 2010 habilitierte. Von 2014 bis 2023 war sie ordentliche Professorin für Physik an der Universität Jena. 2023 wechselte sie zur Ruhr-Universität Bochum. Ihre Forschungsgruppe ist Mitglied der European Theoretical Spectroscopy Facility.

## Forschung
Ihre Forschung konzentriert sich auf theoretische Spektroskopie und die Entwicklung von First-Principles-Methoden für elektronische Anregungen auf der Grundlage der (zeitabhängigen) Dichtefunktionaltheorie und der Vielkörper-Störungstheorie. Sie ist Herausgeberin des Buches "First Principles Approaches to Spectroscopic Properties of Complex Materials". Sie ist Editorin der Zeitschrift Npj Computational Materials. Ihre Forschung zu einem Lichtemitter auf Siliziumbasis mit direkter Bandlücke wurde als "Breakthrough of the Year" von Physics World ausgezeichnet.